# The Madrid Connection
The Madrid Connection er en dokumentarfilm instrueret af Justin Webster efter eget manuskript.

## Handling
The Madrid Connection« er historien om de to ledere af det terroristiske netværk, der stod bag bombningen af togene i Madrid i 2004. Det er den værste terroraktion i Europa nogen sinde. 191 mennesker døde og næsten 2000 blev såret. De to bagmænd Sarhane og Jamal "El Chino" levede i hver deres verden: Den religiøst ekstremistiske og den kriminelle underverden, indtil deres veje krydsedes seks måneder før den frygtelige terrorhandling. Filmen er en dramatisk rejse gennem Sarhane og Jamals personlige historier ind i en verden af narko og religiøs ekstremisme, som førte til den ultimative handling - og de to mænds selvmord få dage efter bombningen. Filmen følger retssagen mod de overlevende i netværket bag terrorhandlingerne, og gennem førstehåndsvidner, der ikke har fortalt deres historier før, får vi indsigt i de to mænds liv, psyke og ekstremisme.